# Ben Fulker
Ben Fulker (Frimley, 22 januari 1996) is een Brits skeletonracer.

## Carrière
Fulker nam in het seizoen 2020/21 voor het eerst deel aan de wereldbeker waar hij 27e werd in het algemene klassement. In het seizoen erop nam hij opnieuw deel en werd 38e in de einduitslag.

## Resultaten

### Wereldbeker
Eindklasseringen
| Seizoen   | Rang |
| --------- | ---- |
| 2020/2021 | 27e  |
| 2021/2022 | 38e  |